# استبان ساولجیچ
استبان ساولجیچ (مونته‌نگروئی: Естебан Савељић؛ زادهٔ ۲۰ مهٔ ۱۹۹۱) بازیکن فوتبال اهل آرژانتین است که در پست مدافع میانی برای باشگاه اسپانیایی بورگوس بازی می‌کند.
وی همچنین در تیم ملی فوتبال مونته‌نگرو بازی کرده‌است.